# Discografia de Beni
Esta é a discografia de Beni, uma cantora e compositora japonesa de j-pop. A cantora lançou sete álbuns de estúdio, um álbum de covers e vinte e dois singles. Beni começou a cantar, em 2004, sob contrato da Avex Trax, no grupo Bishōjo Club 31, sai do grupo e logo começou carreira solo. Lançou três singles: "Harmony", "Infinite..." e "Here Alone"; antes de lançar seu primeiro álbum intitulado Beni e o single "Miracle" em 2005. Pouco tempo depois, lança dois novos singles: "Hikari no Kazu Dake Glamorous" e "Cherish" e no ano seguinte volta com seu segundo álbum Girl 2 Lady.
Entre 2006 e 2007, lançou dois singles: "How Are U?" e "Luna"; e ainda seu terceiro álbum de estúdio Gem. Lançou quatro singles entre 2008 e 2009: "Mō Nido to...", "Kiss Kiss Kiss", "Koi Kogarete" e "Zutto Futari de". Seu quarto álbum Bitter & Sweet (álbum) lançado em setembro de 2009 pode ser considerado seu álbum mais bem sucedido, uma vez que, alcançou a 5ª colocação da parada semanal da Oricon e vendeu mais de 200 mil cópias. Em novembro do mesmo ano lança o single "KIRA☆KIRA☆".
Em 2010, antes de lançar seu quinto álbum Lovebox, lançou três singles: "Sign", "Bye Bye" e "Yurayura/Gimme Gimme". No mesmo ano lançou os singles "Heaven's Door" e "2Face", e, em dezembro lançou seu sexto álbum de estúdio chamado Jewel. "Suki Dakara", "Koe wo Kikasete/Crazy Girl" e "Darlin'" foram lançados em 2011, assim como o sétimo álbum de Beni: Fortune. Em 2012, Beni lançou um single intitulado "Eien" e um álbum de covers chamado 'Coverse anunciou o lançamento de MTV Unplugged.

## Álbuns

### Álbuns de estúdio
| Ano  | Álbum                                                                                              | Melhor posição | Vendas e Certificações                 |
| Ano  | Álbum                                                                                              | Oricon         | Vendas e Certificações                 |
| ---- | -------------------------------------------------------------------------------------------------- | -------------- | -------------------------------------- |
| 2005 | Beni - Lançamento: 9 de fevereiro - Formatos: CD, download digital - Gravadora: Avex Trax          | 14             | - Vendas totais: 25.000                |
| 2006 | Girl 2 Lady - Lançamento: 22 de fevereiro - Formatos: CD, download digital - Gravadora: Avex Trax  | 93             | - Vendas totais: 4.000                 |
| 2007 | Gem - Lançamento: 25 de abril - Formatos: CD, download digital - Gravadora: Avex Trax              | 126            | - Vendas totais: 1.500                 |
| 2009 | Bitter & Sweet - Lançamento: 2 de setembro - Formatos: CD, download digital - Gravadora: Universal | 5              | - Vendas totais: 110.000 - Ouro - RIAJ |
| 2010 | Lovebox - Lançamento: 2 de junho - Formatos: CD, download digital - Gravadora: Universal           | 1              | - Vendas totais: 57.000                |
| 2010 | Jewel - Lançamento: 8 de dezembro - Formatos: CD, download digital - Gravadora: Universal          | 11             | - Vendas totais: 26.000                |
| 2011 | Fortune - Lançamento: 2 de novembro - Formatos: CD, download digital - Gravadora: Universal        | 5              | - Vendas totais: 23.000                |

### Outros álbuns
| Ano  | Álbum | Melhor posição | Vendas e Certificações             |
| Ano  | Álbum | Oricon         | Vendas e Certificações             |
| ---- | --- | -------------- | ---------------------------------- |
| 2008 | Chapter One: Complete Collection - Lançamento: 5 de março - Formatos: CD, download digital - Gravadora: Avex Trax - Álbum de compilação | 166            | - Vendas totais: 1.000             |
| 2010 | Bitter & Sweet Release Tour Final - Lançamento: 10 de março - Formatos: CD, download digital - Gravadora: Universal - Álbum ao vivo     | 50             | - Vendas totais: 6.000             |
| 2011 | Lovebox Live Tour - Lançamento: 16 de março - Formatos: CD, download digital - Gravadora: Universal - Álbum ao vivo                     | 48             | - Vendas totais: 1.700             |
| 2012 | Jewel Concert Tour - Lançamento: 25 de janeiro - Formatos: CD, download digital - Gravadora: Universal - Álbum ao vivo                  | 42             | - Vendas totais: 2.800             |
| 2012 | Covers - Lançamento: 21 de março - Formatos: CD, download digital - Gravadora: Universal - Álbum de cover                               | 2              | - Vendas totais: TBA - Ouro - RIAJ |
| 2012 | MTV Unplugged - Lançamento: 23 de maio - Formatos: CD, download digital - Gravadora: Universal - Álbum ao vivo                          | TBA            | - Vendas totais: TBA               |

## Singles
| Ano | Single                          | Melhor posição | Melhor posição     | Melhor posição            | Vendas Oricon | Álbum          |
| Ano | Single                          | Oricon         | Billboard Hot 100† | RIAJ Digital Track Chart† | Vendas Oricon | Álbum          |
| --- | ------------------------------- | -------------- | ------------------ | ------------------------- | ------------- | -------------- |
| 2004 | "Harmony"                       | 26             | —                  | —                         | 14.000        | Beni           |
| 2004 | "Infinite..."                   | 24             | —                  | —                         | 10.000        | Beni           |
| 2004 | "Here Alone"                    | 14             | —                  | —                         | 35.000        | Beni           |
| 2005 | "Miracle"                       | 98             | —                  | —                         | 1.000         | Beni           |
| 2005 | "Hikari no Kazu Dake Glamorous" | 40             | —                  | —                         | 4.000         | Girl 2 Lady    |
| 2005 | "Cherish"                       | 96             | —                  | —                         | 1.000         | Girl 2 Lady    |
| 2006 | "How Are U?"                    | —              | —                  | —                         | —             | Gem            |
| 2007 | Luna                            | 77             | —                  | —                         | 3.000         | Gem            |
| 2008 | "Mō Nido to..."                 | 20             | 57                 | 1*                        | 14.000        | Bitter & Sweet |
| 2009 | "Kiss Kiss Kiss"                | 40             | 58                 | 1*                        | 5.000         | Bitter & Sweet |
| 2009 | "Koi Kogarete"                  | 70             | —                  | 9*                        | 2.000         | Bitter & Sweet |
| 2009 | "Zutto Futari de"               | 67             | 90                 | 6*                        | 2.000         | Bitter & Sweet |
| 2009 | "Kira Kira"                     | 94             | —                  | 98*                       | 800           | Bitter & Sweet |
| 2010 | "Sign"                          | 50             | 58                 | 9*                        | 2.000         | Lovebox        |
| 2010 | "Bye Bye"                       | 57             | —                  | 16*                       | 1.000         | Lovebox        |
| 2010 | "Yurayura/Gimme Gimme"          | 20             | 25                 | 18* 16*                   | 5.000         | Lovebox        |
| 2010 | "Heaven's Door"                 | 49             | 40                 | 29*                       | 3.000         | Jewel          |
| 2010 | "2 Face"                        | 68             | —                  | 51*                       | 2.000         | Jewel          |
| 2011 | "Suki Dakara"                   | 46             | —                  | 8*                        | 2.000         | Fortune        |
| 2011 | "Koe wo Kikasete/Crazy Girl"    | 49             | —                  | 10* —                     | 1.500         | Fortune        |
| 2011 | "Darlin'"                       | 74             | —                  | 19*                       | —             | Fortune        |
| 2012 | "Eien"                          | 75             | —                  | 20*                       | 1.000         | TBA            |
| *rankeado na parada mensal Chaku-uta Reco-kyō Chart. †Japan Hot 100 começou em fevereiro de 2008 e RIAJ Digital Track em abril de 2009. |                                 |                |                    |                           |               |                |

## Outras aparições
| Ano  | Música(s)                     | Artista  | Álbum                                       | Ref.   |
| ---- | ----------------------------- | -------- | ------------------------------------------- | ------ |
| 2008 | "Mō Ichi do..." "Summer Days" | Dohzi-T  | 12 Love Stories                             | [ 67 ] |
| 2008 | "Star in my Sky"              | DJ Makai | Stars                                       | [ 68 ] |
| 2008 | "Superstar"                   | —        | Yesterday Once more ~Tribute To Carpenters~ | [ 69 ] |
| 2009 | "Finally"                     | DJ Makai | Legend                                      | [ 70 ] |
| 2009 | "L.O.T. (Love or Truth)"      | M-Flo    | m-flo Tribute ~maison de m-flo~             | [ 71 ] |
| 2009 | "Heaven"                      | Dohzi-T  | 4 ever                                      | [ 72 ] |
| 2009 | "Doko Made Mo..."             | Dohzi-T  | 12 Love Stories 2                           | [ 73 ] |